# Erste Schlacht von St Albans
St Albans – Blore Heath – Ludlow – Northampton – Wakefield – Mortimer’s Cross – St Albans – Ferrybridge – Towton – Hedgeley Moor – Hexham – Edgecote Moor – Losecote Field – Barnet – Tewkesbury – Bosworth Field – Stoke
Die Erste Schlacht von St Albans war die erste militärische Konfrontation der Rosenkriege und wurde am 22. Mai 1455 in der Stadt St Albans ausgetragen. Richard Plantagenet, 3. Duke of York und seine Alliierten, Richard Neville, 16. Earl of Warwick und Richard Neville, 5. Earl of Salisbury, schlugen die königliche Armee. Wichtige Gegner des Hauses York, darunter Edmund Beaufort, 1. Duke of Somerset, wurden getötet. Richard von York nahm Heinrich VI. gefangen und wurde kurze Zeit später vom Parlament zum Protektor Englands ernannt.

## Vorgeschichte
Richard von York war einer der größten Gegner der Hofpartei um Heinrich VI., der bereits 1450 Reformen und die Entfernung von Heinrichs Günstlingen vom Hof forderte. Insbesondere machte er den Herzog von Somerset, einer der engsten Berater des Königs, für den Verlust der Normandie verantwortlich. 1452 standen Richards Truppen den Truppen des Königs erstmals gegenüber, wobei die Konfrontation jedoch ohne Kämpfe endete. Nach Unruhen in Teilen Englands und einer geistigen Erkrankung Heinrichs gewann Richard an Einfluss und war 1454 Protektor und Verteidiger des Königreichs, womit er de facto das Amt eines Regenten an Heinrichs statt ausübte. Mit der Genesung Heinrichs zur Jahreswende 1454/1455 verlor er dieses Amt jedoch wieder, und die Hofpartei Heinrichs gewann wieder deutlich an Einfluss. Somerset, der unter Richards Protektorat im Tower inhaftiert worden war, wurde vom König wieder freigelassen.
Richard von York und seine Hauptverbündeten, Richard Neville, 5. Earl of Salisbury, und Richard Neville, 16. Earl of Warwick, verließen daraufhin den Hof in Richtung ihrer Ländereien im Norden Englands. Im April 1455 berief der König die drei Adligen zu einem großen Rat ein, der am 21. Mai in Leicester abgehalten werden sollte. Die drei witterten jedoch in der Einladung eine Falle und zogen Truppen zusammen, mit denen sie in Richtung Süden marschierten. Der König zog daraufhin mit seiner königlichen Armee und in Begleitung seiner Berater, darunter der Herzog von Somerset und Humphrey Stafford, Duke of Buckingham, den König Heinrich kurz vor der Schlacht an Stelle von Somerset zum Kommandanten ernannte. In St Albans trafen die beiden feindlichen Heere aufeinander.

## Ablauf der Schlacht

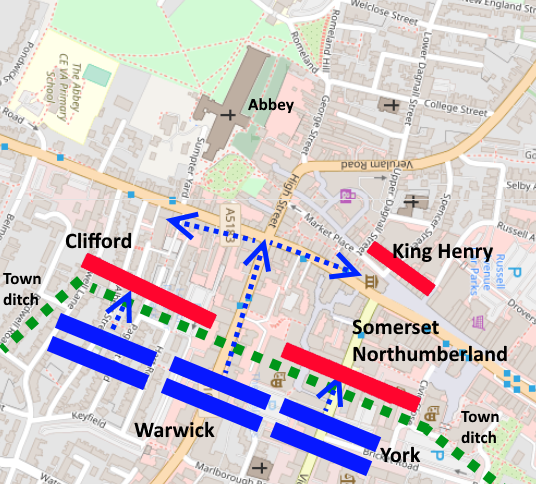
Erste Schlacht von St Albans: Stellung der Armeen

Da die Armee Heinrichs der Armee der Yorkisten zahlenmäßig unterlegen war, zog sich die königliche Armee in die Stadt St Albans zurück in der Hoffnung, innerhalb der Stadt mehr Verteidigungsmöglichkeiten zu haben. Die Yorkisten lagerten auf den östlichen Feldern vor St Albans. Heinrichs Armee errichtete in Holywell Hill und in der St Peter’s Street Barrikaden, um sich vor einer Attacke der Yorkisten zu schützen. Der König stellte sein Banner in St Peter’s Street auf, in der Nähe der Abtei und gegenüber dem Castle Inn.
Zunächst verhandelten die beiden feindlichen Parteien. Als Heinrich auf Richards Forderungen mit einem Wutausbruch reagierte, und Richard erfuhr, dass bald weitere Verstärkungen für Heinrich eintreffen würden, entschied jener sich zum Angriff.
Die Barrikaden der königlichen Armee in St Albans konnten die Yorkisten zunächst nicht durchbrechen. Schlachtentscheidend war dann die Idee Warwicks, mit 600 Männern durch die Gärten und Häuser im nicht verbarrikadierten Teil in die Stadt einzudringen und bis zum Platz vorzustoßen, wo der König mit seinem Banner lagerte. Dort wurden die königlichen Truppen von Warwicks Männern niedergemetzelt, dabei wurden der König und sein Kommandant, Humphrey Stafford, 1. Duke of Buckingham, verwundet. Edmund Beaufort, 1. Duke of Somerset, wurde vor dem Castle Inn getötet. Viele Soldaten der königlichen Armee waren noch nicht vollständig in Rüstung und bewaffnet, weil sie mit längeren Verhandlungen und nicht mit einem so raschen Angriff gerechnet hatten. Innerhalb von einer halben Stunde war der Kampf schließlich vorbei, und der König wurde gefangen gesetzt.

## Auswirkungen
Die erste Schlacht von St Albans war militärisch nicht sehr bedeutend, denn sie dauerte insgesamt weniger als eine Stunde. Es gab im Vergleich zu anderen Schlachten der Rosenkriege nur wenige Tote, darunter waren allerdings überproportional viele Adelige. Politisch gesehen war die Schlacht jedoch ein überwältigender Sieg für das Haus York: Der König wurde gefangen genommen und von den Yorkisten nach London eskortiert. Richard von York wurde kurze Zeit später wieder zum Protektor des Landes ernannt. Die Verantwortung für die Schlacht wurde vom Parlament 1455 dem Herzog von Somerset und seinen Parteigängern zugeschoben, und die Yorkisten wurden von Schuld freigesprochen. Ferner fielen einige der Hauptfeinde des Hauses York in der Schlacht, so der Herzog von Somerset, Henry Percy, 2. Earl of Northumberland, und Thomas Clifford, 8. Baron de Clifford.